# Адріан (Ангелов)
Адріан (Ангелов) († 1561, Москва) — знаменитий російський старець, келар (хранитель і розпорядник монастирських припасів) Сергієво-Троїцького монастиря в Москві в 1550–1560 рр. Батька старця звали Миколай. Очевидно, до свого чернечого постригу він був одруженим, і в нього був син Дмитрій. Джерела того часу свідчать про його працю на благо монастиря Преподобного Сергія, зустрічається його ім'я і в описі церковних подій середини XVI століття.
Старець Адріан Ангелов був важливою і діяльною фігурою в історії Троіце-Сергієевого монастиря середини XVI століття. Говорячи про заснування архимандритії в обителі «у Троїці», неможливо обійти його ім'я. Йому приходилося постійно звертатися до Царя і Митрополита. Як келар, він активно займався будівництвом в обителі. Крім того, він проявляв велике піклування про забезпечення новопобудованого храму Троїцького подвір'я необхідними книгами. Його слід віднести до числа книжників і авторів московської Русі.
Ймовірний автор Троїцької повісті складеної в 1553 році в Троїце-Сергієвому монастирі. Він же як очевидець описав взяття Казані російськими військами. Як раз перед рішучим штурмом столиці Казанського царства троїцький священномонах Адріан Ангелов прибув в російський воєнний стан і вельми втішив Грозного врученням йому благословення від обителі угодника Божого Сергія, у виді ікони, святого хреста, просфори та святої води. Грозний впав перед образом явлення Божої Матері преподобному Сергію і заплакав. В цей час почався успішний штурм Казанської стіни, що завершився падінням міста.